# Ernst Ludwig Gerber
Ernst Ludwig Gerber (Sondershausen, 29 settembre 1746 – Sondershausen, 30 giugno 1819) è stato un compositore e organista tedesco.
È principalmente ricordato per essere stato l'autore di un celebre dizionario dei musicisti.
Ricevette i primi rudimenti musicali (organo e teoria musicale) dal padre Heinrich Nikolas Gerber, un allievo di Johann Sebastian Bach. Nel 1765 intraprese lo studio del diritto a Lipsia, ma si dedicò prioritariamente all'attività di compositore. Nel 1768 presentò per la prima volta pubblicamente un suo lavoro e nel 1775 succedette al padre nella carica di organista di corte, al servizio del Principe di Schwarzburg-Sondershausen. Negli anni successivi si occupò dello studio della storia della musica e pubblicò infine il suo Historisch-biographisches Lexikon der Tonkünstler, il quale fu successivamente migliorato e ampliato. Inoltre pubblicò diversi articoli in riviste di musica. Nel 1794 fu nominato segretario di corte del Principe di Schwarzburg-Sondershausen, posizione che mantenne sino alla morte che lo colse nel 1819 nella sua stessa città natale.
Gli scritti di Gerber sono tutt'oggi impiegati come fonti per le ricerche e gli studi riguardanti la storia della musica e le biografie dei compositori, soprattutto tedeschi.